# ティム・オライリー
ティム・オライリー（Tim O'Reilly、1954年6月6日 - ）はオライリーメディア（旧・O'Reilly & Associates）の創立者で、自由ソフトウェアとオープンソース運動の支援者である。Web 2.0の提唱者の一人でもある。
アイルランドのコークに生まれる。高校卒業後に文学に興味を持ち、ハーバード大学で西洋古典学を専攻し、1975年に卒業した。卒業後はコンピュータのマニュアルの分野に関わることになった。
1978年にオライリーメディアを設立。オライリーは会社の業務内容を書籍販売、オンライン出版、会議のプロデューサーではなく（事実これら3つすべての事業を行っているが）、テクノロジーを伝えることとしている。「イノベーターの知識を広げることで世界を変える」
現在はCollabNetの役員を務めている。2005年にアドビシステムズ（現・アドビ）が買収するまではマクロメディアの役員も務めた。
2001年、Amazonとワンクリック特許について議論をし、とりわけバーンズ・アンド・ノーブルに対してAmazonのワンクリック特許を行使することに抗議を行った。抗議活動はオライリーとジェフ・ベゾスがワシントンD.C. に訪問して、特許法の改正のためのロビー活動を行うことで終結した。
Amazonは多くの特許を提出し続け、バーンズ&ノーブルへの訴訟は解決した。2006年において、Amazonは特許違反の訴訟によるイベントを繰り返さなくなった。
2006年12月、「オライリーメディア」はクリエイティブ・コモンズに1万ドルの寄付を行い、彼がフリーカルチャー運動に興味があることを示した。
2025年4月、OpenAIが著作権者に無許諾でデータを収集して生成AIを構築していることなど、知的財産に対する姿勢を批判する論考を公表した。